# GR Водолея
GR Водолея (лат. GR Aquarii) — одиночная переменная звезда в созвездии Водолея на расстоянии (вычисленном из значения параллакса) приблизительно 75850 световых лет (около 23256 парсеков) от Солнца. Видимая звёздная величина звезды — от +16,5m до +14,7m.

## Характеристики
GR Водолея — жёлто-белая пульсирующая переменная звезда типа RR Лиры (RRAB) спектрального класса F. Эффективная температура — около 6104 К.